# 大沢鉄男
大沢 鉄男（おおさわ てつお、1936年11月14日 - ）は、北海道、岩内町出身の元自転車競技選手。

## 来歴
1956年、メルボルンオリンピックに出場。
- 1000mタイムトライアル 12位（1分12秒03）
- 個人ロードレース 途中棄権

その後、片倉自転車に入社。
1958年、東京アジア大会、1000mタイムトライアル優勝（1分14秒8）。
1960年、ローマオリンピックに出場。
- 1000mタイムトライアル 19位（1分11秒86）
- 団体追い抜き １０位